# Eoglomospiroides
Eoglomospiroides es un género de foraminífero bentónico normalmente considerado un subgénero de Glomospiroides, es decir, Glomospiroides (Eoglomospiroides) de la subfamilia Septabrunsiininae, de la familia Tournayellidae, de la superfamilia Tournayelloidea, del suborden Fusulinina y del orden Fusulinida. Su especie tipo es Glomospiroides (Eoglomospiroides) minutus. Su rango cronoestratigráfico abarca el Serpujoviense (Carbonífero inferior).

## Discusión
Algunas clasificaciones más recientes incluyen Eoglomospiroides en la familia Septabrunsiinidae, de la superfamilia Lituotubelloidea, del suborden Tournayellina, del orden Tournayellida, de la subclase Fusulinana y de la clase Fusulinata.

## Clasificación
Eoglomospiroides incluye a la siguiente especie:
- Eoglomospiroides minutus †, también considerado como Glomospiroides (Eoglomospiroides) minutus †